# Godfathers and Sons
Série The Blues
Devil's Fire
(2003) Red, White and Blues
(2003)
Pour plus de détails, voir Fiche technique et Distribution.
Godfathers and Sons est un film documentaire américain réalisé par Marc Levin, diffusé en 2003 sur la chaine américaine PBS.
C'est le cinquième épisode de la série The Blues (The Blues, A Musical Journey), produite par Martin Scorsese.

## Synopsis
Godfathers and Sons présente le producteur Marshall Chess se remémorant la contribution de son père, Leonard Chess, cofondateur de Chess Records, à l'histoire du Chicago blues, et sa propre implication dans la production de l'album Electric Mud de Muddy Waters, en 1968. Chess organise la réunion d'une partie du groupe Rotary Connection, les musiciens qui avaient participé aux sessions de 1968, pour enregistrer de nouvelles versions de Mannish Boy, un standard blues de Muddy Waters, accompagnés d'artistes issus du hip-hop parmi lesquels Chuck D de Public Enemy ou Common & Kyle Jason. Le film comprend des images d'archive inédites figurant Howlin' Wolf, Muddy Waters et le Paul Butterfield Blues Band ainsi que des performances de Koko Taylor, Otis Rush, Magic Slim, Ike Turner et Sam Lay.

## Fiche technique
- Titre original : Godfathers and Sons
- Réalisation : Marc Levin
- Photographie : Mark Benjamin
- Production : Martin Scorsese
- Société de production : Martin Scorsese Presents
- Photographie : Marc Benjamin
- Pays d'origine : États-Unis
- Format : Couleurs
- Genre : documentaire musical
- Durée : 96 minutes
- Date de sortie :

États-Unis : 2 octobre 2003 (1re diffusion sur PBS)
France : 30 juin 2004

## Distribution
- Lonnie Brooks
- Paul Butterfield[1]
- Common
- Chuck D, Public Enemy[1]
- Bo Diddley[1]
- Sam Lay
- Ike Turner
- Pinetop Perkins
- Otis Rush
- Magic Slim
- Koko Taylor
- Sonny Terry et Brownie McGhee[1]
- The Roots
- Muddy Waters
- Sonny Boy Williamson[1]
- Howlin' Wolf[1]
- Willie Dixon[1]
- Arvella Gray[1]
- Carrie Robinson[1]